# Amtshaus Altenbochum

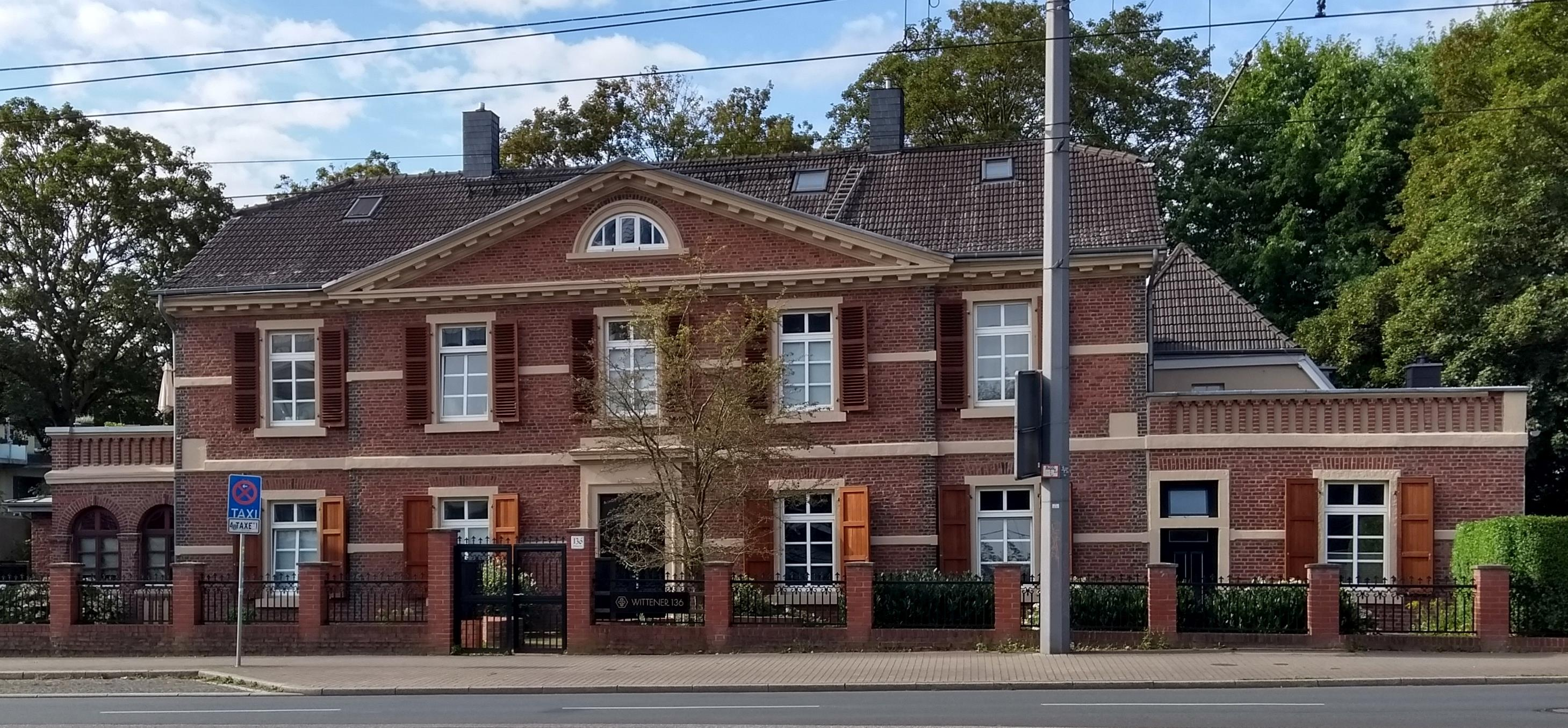
Amtshaus Altenbochum, 2020

Das Amtshaus Altenbochum befindet sich an der Wittener Straße 136 im Stadtteil Altenbochum von Bochum. Der zweigeschossige spätklassizistische Backsteinbau wurde um 1860 im Auftrag des Freiherrn von Romberg errichtet. Von 1870 bis 1886 wohnte hier die Familie Friemann-Kabeisemann. Es diente als Verwaltungsgebäude der Zeche Friederika, dann als Gaststätte Romberger Hof. Am 3. Mai 1894 wurde sie das Amtshaus des Amtes Bochum II (Süd), das zuvor an der Alleestraße verwaltet wurde. Die den fünfachsigen Kernbau seitlich flankierenden Anbauten entstanden 1919. Aktuell wird das Haus als Wohnhaus genutzt. Es steht unter Denkmalschutz.